# Гіпотеза плоских перерізів

Пружинна модель балки, що ґрунтується на гіпотезі плоских перерізів

Гіпо́теза пло́ских пере́різів або гіпо́теза Берну́ллі: поперечні перерізи бруса, плоскі до прикладання навантаження, залишаються плоскими і при дії навантаження.
В основі гіпотези плоских перерізів лежить припущення, що і всередині бруса деформації мають такий же характер, як і на поверхні. Отже, перерізи, плоскі і нормальні до осі стрижня до деформації, залишаються плоскими і нормальними до його осі і після деформації.
Гіпотеза плоских перерізів (гіпотеза Бернуллі — за іменем вченого Якоба Бернуллі, який першим експериментально дослідив і сформулював її у 1705 році) є однією з фундаментальних гіпотез, прийняттям якої опір матеріалів відрізняється від теорій пружності та пластичності.

## Для стрижнів
Гіпотеза плоских перерізів у випадку розтягування-стискання стверджує, що плоскі перерізи, які є нормальними до осі стрижня до деформації, залишаються плоскими і нормальними до осі стрижня після деформації.
Виходячи з цієї гіпотези, при розтягненні стрижня поздовжні і поперечні риски, що нанесені на його поверхні до деформації, залишаються прямолінійними і взаємно перпендикулярними, змінюються лише відстані між ними (між поперечними рисками вони зростають, а між поздовжніми — зменшуються).
Зазвичай дане традиційне формулювання доповнюється (явно чи неявно) наступним уточненням: в процесі деформування відстань між точками поперечного перерізу не змінюється.

## Для валів
Відповідно до гіпотези, при крученні поперечні перерізи вала не викривляються, а повертаються навколо осі вала як жорсткі диски, що відображається у наступних твердженнях:
- перерізи вала є плоскими і перпендикулярними до його осі до деформації залишаються такими ж і після деформації;
- відстань між плоскими перерізами в результаті деформації кручення не змінюється;
- радіуси кіл у перерізах залишаються прямими лініями.

## Для балок
Гіпотезу плоских перерізів при згині можна пояснити на прикладі: нанесемо на бічній поверхні недеформованої балки сітку, що складається з поздовжніх і поперечних (перпендикулярних до осі) прямих ліній. В результаті згину балки поздовжні лінії набудуть криволінійної форми, а поперечні практично залишаться прямими і перпендикулярними до вигнутої осі балки.
Формулювання: поперечні перерізи, що були плоскими і перпендикулярними до осі балки до деформації, залишаються плоскими і перпендикулярними до зігнутої осі після її деформування.
Ця обставина свідчить, що при згині виконується гіпотеза плоских перерізів, як при розтягуванні і крученні.
Крім гіпотези плоских перерізів приймається допущення: поздовжні волокна балки при її згинанні не натискають одне на одного.

## Узагальнення
З логічної точки зору ця гіпотеза має на увазі накладення на матеріал специфічних внутрішніх зв'язків, що забезпечили б абсолютну твердість перерізів, а також незмінність кута між віссю бруса, що може зазнавати деформації і його поперечними перерізами. У зв'язку з цим напруження, що виникають під впливом сил реакції вищезгаданих внутрішніх зв'язків накладаються на ті напруження, що виникають від деформації матеріалу, з якого виготовлено брус. А визначити їх є можливим виключно з рівнянь руху або ж рівноваги для певних елементарних об'ємів бруса.